# 交換性向
交換性向（こうかんせいこう）とは人間に備わっている性向。アダム・スミスによって提唱された。
アダム・スミスは、人間というのは相手に欲しがるものをあげれば、自分も相手から欲しがるものをもらえるという事を知っているという本能のようなものを持っていると考えた。交換というのは動物の間では行われている事は無い。これは物々交換だけでなく、対人関係でも見られ、助け合う事ができたり話しかければ相手も言い返してくるということも同様としている。このことからアダム・スミスは交換性向というのは根本的な人間性に属しており、このような本能が理性や言語能力を生み出したり、社会的分業を発展させる元となっていると想定した。